# Peter August Mørkeberg
Peter August Mørkeberg, född 21 april 1861 i Christiansminde, Beldringe socken, Præstø kommun, död 15 september 1927 i Store Heddinge, Præstø kommun, var en dansk agronom.
Åren 1883-86 var han assistent vid Landbohøjskolen och blev 1889 statskonsulent i husdjursskötsel, dels för den röda danska mjölkboskapen, dels för svinavel. Han skrev Tuberkulosen hos Husdyr, særlig Kvæget (1899) och om Svineavlens Ledelse i Danmark (1901) samt utgav 20 Stambøger over Tyre af rød dansk Malkerace (1890–1911) och tre Stambøger over Orner af Landrace (1908–1910). Från 1902 var han ledamot av svenska Lantbruksakademien.